# Gyeplabda a 2008. évi nyári olimpiai játékokon
A 2008. évi nyári olimpiai játékokon a gyeplabdatornákat augusztus 10. és 23. között rendezték. A férfi és a női tornán is egyaránt 12 válogatott szerepelt.

## Éremtáblázat
(A rendező ország csapata eltérő háttérszínnel, az egyes számoszlopok legmagasabb értéke vagy értékei vastagítással kiemelve.)
| A 2008. évi nyári olimpiai játékok éremtáblázata gyeplabdában | A 2008. évi nyári olimpiai játékok éremtáblázata gyeplabdában | A 2008. évi nyári olimpiai játékok éremtáblázata gyeplabdában | A 2008. évi nyári olimpiai játékok éremtáblázata gyeplabdában | A 2008. évi nyári olimpiai játékok éremtáblázata gyeplabdában | Olimpia  |
| ------------------------------------------------------------- | ------------------------------------------------------------- | ------------------------------------------------------------- | ------------------------------------------------------------- | ------------------------------------------------------------- | -------- |
|                                                               | Ország                                                        | Arany                                                         | Ezüst                                                         | Bronz                                                         | Összesen |
| 1.                                                            | Németország (GER)                                             | 1                                                             | 0                                                             | 0                                                             | 1        |
| 1.                                                            | Hollandia (NED)                                               | 1                                                             | 0                                                             | 0                                                             | 1        |
|                                                               |                                                               |                                                               |                                                               |                                                               |          |
| 3.                                                            | Spanyolország (ESP)                                           | 0                                                             | 1                                                             | 0                                                             | 1        |
| 3.                                                            | Kína (CHN)                                                    | 0                                                             | 1                                                             | 0                                                             | 1        |
|                                                               |                                                               |                                                               |                                                               |                                                               |          |
| 5.                                                            | Ausztrália (AUS)                                              | 0                                                             | 0                                                             | 1                                                             | 1        |
| 5.                                                            | Argentína (ARG)                                               | 0                                                             | 0                                                             | 1                                                             | 1        |
|                                                               |                                                               |                                                               |                                                               |                                                               |          |
| Összesen                                                      | Összesen                                                      | 2                                                             | 2                                                             | 2                                                             | 6        |

## Érmesek

### Férfi torna
| A 2008. évi nyári olimpiai játékok érmesei férfi gyeplabdában | A 2008. évi nyári olimpiai játékok érmesei férfi gyeplabdában | A 2008. évi nyári olimpiai játékok érmesei férfi gyeplabdában | A 2008. évi nyári olimpiai játékok érmesei férfi gyeplabdában |
| --- | --- | --- | ------------------------------------------------------------- |
| Arany | Ezüst | Bronz |                                                               |
| Németország (GER) | Spanyolország (ESP) | Ausztrália (AUS) |                                                               |
| Philip Witte Maximilian Müller Sebastian Biederlack Carlos Nevado Moritz Fürste Jan-Marco Montag Tobias Hauke Tibor Weissenborn Benjamin Wess Niklas Meinert Timo Wess Oliver Korn Christopher Zeller Max Weinhold Matthias Witthaus Florian Keller Philipp Zeller Markus Weise (Vezetőedző) | Francisco Cortés Santiago Freixa Francisco Fábregas Victor Sojo Alex Fábregas Pol Amat Eduard Tubau Roc Oliva Juan Fernández Ramón Alegre Xavier Ribas Albert Sala Rodrigo Garza Sergi Enrique Eduard Arbós David Alegre Maurits Hendriks (Vezetőedző) | Jamie Dwyer Liam de Young Rob Hammond Mark Knowles Eddie Ockenden David Guest Luke Doerner Grant Schubert Bevan George Andrew Smith Stephen Lambert Eli Matheson Matthew Wells Travis Brooks Kiel Brown Fergus Kavanagh Des Abbott Barry Dancer (Vezetőedző) |                                                               |

### Női torna
| A 2008. évi nyári olimpiai játékok érmesei női gyeplabdában | A 2008. évi nyári olimpiai játékok érmesei női gyeplabdában | A 2008. évi nyári olimpiai játékok érmesei női gyeplabdában | A 2008. évi nyári olimpiai játékok érmesei női gyeplabdában |
| --- | --- | --- | ----------------------------------------------------------- |
| Arany | Ezüst | Bronz |                                                             |
| Hollandia (NED) | Kína (CHN) | Argentína (ARG) |                                                             |
| Maartje Goderie Maartje Paumen Naomi van As Minke Smabers Marilyn Agliotti Minke Booij Wieke Dijkstra Floortje Engels Sophie Polkamp Ellen Hoog Lidewij Welten Lisanne de Roever Kelly Jonker Miek van Geenhuizen Eva de Goede Janneke Schopman Eefke Mulder Fatima Moreira de Melo Marc Lammers (Vezetőedző) | Csang Ji-meng (Zhang Yimeng) Pan Feng-csen (Pan Fengzhen) Ma Ji-po (Ma Yibo) Csen Csao-hszia (Chen Zhaoxia) Cseng Huj (Cheng Hui) Huang Csün-hszia (Huang Junxia) Fu Pao-zsung (Fu Baorong) Li Suang (Li Shuang) Kao Li-hua (Gao Lihua) Tang Csun-ling (Tang Chunling) Csou Van-feng (Zhou Wanfeng) Li Hung-hszia (Li Hongxia) Zsen Je (Ren Ye) Csen Csiu-csi (Chen Qiuqi) Csao Jü-tiao (Zhao Yudiao) Szung Csing-ling (Song Qingling) Szun Csen (Sun Zhen) Li Aj-li (Li Aili) Kim Chang-Back (Vezetőedző) | Paola Vukojicic Belén Succi Magdalena Aicega Mercedes Margalot Mariana Rossi Noel Barrionuevo Gisele Kañevsky Claudia Burkart Luciana Aymar Mariné Russo Mariana González Oliva Soledad García Alejandra Gulla María de la Paz Hernández Carla Rebecchi Rosario Luchetti Gabriel Minadeo (Vezetőedző) |                                                             |